# Afghanocroce vartianorum
Afghanocroce vartianorum is een insect uit de familie van de Nemopteridae, die tot de orde netvleugeligen (Neuroptera) behoort. 
Afghanocroce vartianorum is voor het eerst wetenschappelijk beschreven door Hölzel in 1968.